# Linda Harrison (piragüista)
Linda Harrison es una deportista estadounidense que compitió en piragüismo en la modalidad de eslalon. Ganó cinco medallas en el Campeonato Mundial de Piragüismo en Eslalon entre los años 1977 y 1981.

## Palmarés internacional
| Campeonato Mundial | Campeonato Mundial | Campeonato Mundial | Campeonato Mundial |
| Año                | Lugar              | Medalla            | Competición        |
| ------------------ | ------------------ | ------------------ | ------------------ |
| 1977               | Spittal (Austria)  | Medalla de bronce  | K1 individual      |
| 1977               | Spittal (Austria)  | Medalla de bronce  | K1 por equipos     |
| 1979               | Jonquière (Canadá) | Medalla de oro     | K1 por equipos     |
| 1979               | Jonquière (Canadá) | Medalla de bronce  | K1 individual      |
| 1981               | Bala (Reino Unido) | Medalla de bronce  | K1 por equipos     |